# Langatabbetje Airstrip
Langatabbetje Airstrip is een vliegveld op het eiland Langatabbetje in de Marowijnerivier in het noordoosten van het district Sipaliwini in Suriname.
Er zijn rond de vijf maatschappijen die het vliegveld aandoen. Er zijn lijnvluchten naar Zorg en Hoop Airport in Paramaribo. 
De ondergrond van de landingsbaan is van asfalt. De baan heeft een lengte van circa 500 meter.